# Битка код Истахра (650-653)
У периоду 650–51. године сасанидски цар Јездигерд III је изградио град коме је дао име Истахр, који се налазио отприлике 8 км североисточно од Персеполиса, начинио га је новом престоницом Сасанидског царства и покушао да из њега планира и организује отпор против Арапа, али је после извесног времена отишао је у Гор, а Истахр није успео да пружи снажнији отпор, па су га убрзо затим опустошили Арапи који су убили преко 40 000 бранилаца. Арапи су затим брзо заузели Гор, Казерун и Сираф, док је Јездигерд III побегао у Керман. Тако се окончало муслиманско освајање Фарса, међутим низ побуна је и даље потресао град све док  се ситуација није смирила 693. године када је уместо њега град Шираз добио статус главног града ове немирне провинције.

## Преводилац
1. ↑  Iran  By Andrew Burke